# Марсейан (Верхние Пиренеи)
Марсейа́н (фр. Marseillan, окс. Marcelhan) — коммуна во Франции, находится в регионе Юг — Пиренеи. Департамент — Верхние Пиренеи. Входит в состав кантона Пуйастрюк. Округ коммуны — Тарб.
Код INSEE коммуны — 65301.

## География

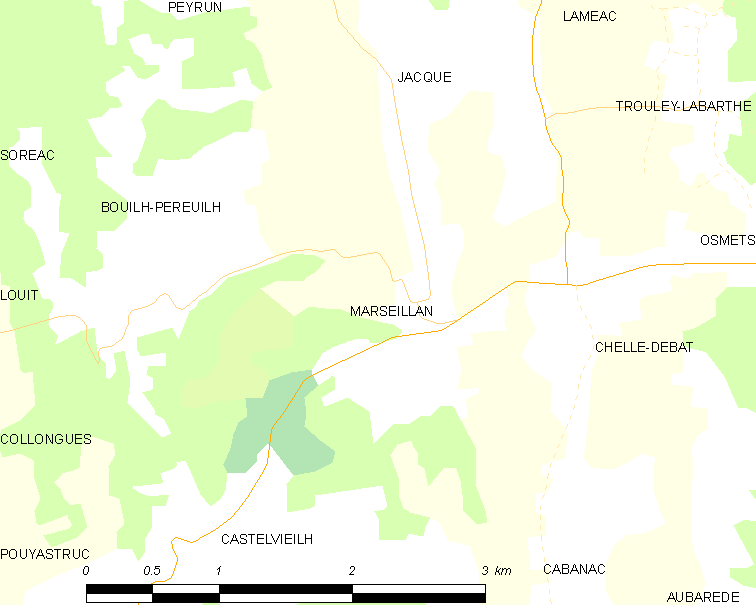
Карта коммуны

Коммуна расположена приблизительно в 640 км к югу от Парижа, в 105 км западнее Тулузы, в 15 км к северо-востоку от Тарба.
Коммуна расположена в местности Бигорр. По территории коммуны протекают реки Аррос и Ланенос.

## Климат
Климат умеренно-океанический с солнечной тёплой погодой и обильными осадками на протяжении практически всего года.

## Население
Население коммуны на 2010 год составляло 211 человек.
| 1962 | 1968 | 1975 | 1982 | 1990 | 1999 | 2010 |
| ---- | ---- | ---- | ---- | ---- | ---- | ---- |
| 168  | 163  | 168  | 171  | 148  | 158  | 211  |

## Администрация
| Период | Период | Фамилия      | Партия | Примечания |
| ------ | ------ | ------------ | ------ | ---------- |
| 2001   | 2020   | Клод Казанав |        |            |

## Экономика
В 2010 году среди 135 человек трудоспособного возраста (15-64 лет) 110 были экономически активными, 25 — неактивными (показатель активности — 81,5 %, в 1999 году было 71,4 %). Из 110 активных жителей работали 100 человек (58 мужчин и 42 женщины), безработных было 10 (2 мужчин и 8 женщин). Среди 25 неактивных 6 человек были учениками или студентами, 12 — пенсионерами, 7 были неактивными по другим причинам.